# Lewis Binford
Lewis Roberts Binford (Norfolk, Virginia, 21 de noviembre de 1930-Kirksville, Misuri, 11 de abril de 2011) fue un arqueólogo estadounidense, uno de los máximos representantes  de la Nueva Arqueología, movimiento surgido en las décadas 1950 y 1960 en el mundo anglosajón. Según la revista Scientific American es considerado el arqueólogo más influyente de su generación, ya que en parte fue profesor de numerosos discípulos de esta escuela. Junto con esposa de fines de la década de 1960, Sally Binford, publicaron el libro New Perspectives in Archaeology, uno de los principales libros que dieron impulso a la Nueva arqueología.
La contribución de Binford en la arqueología abarca desde la teoría hasta la metodología, además, trabajó en varias subáreas de esta disciplina, como en la etnoarqueología.   Era partidario de las ideas del procesualismo, defendiendo que el registro arqueológico no puede ser comprendido si no se comprende cómo se formó dicho registro. De este modo el yacimiento arqueológico es concebido como un registro contemporáneo, pero que contiene elementos que son fruto de las acciones humanas del pasado. Binford le daba gran importancia a la antropología y la investigación etnológica para comprender el pasado, así como a la arqueología experimental y a la tafonomía, así como a la utilización de una metodología propia de las ciencias naturales en la investigación arqueológica.
Binford fue también muy conocido por su dogmatismo, su incapacidad para aceptar las críticas (llegando a abandonar incluso algunos foros de discusión por esta causa) y por su agrio enfrentamiento con François Bordes en la interpretación de las diferentes facies del Musteriense. Otro debate con Braidwood por el origen de Neolítico y con su propio discípulo Flannery por cuestiones personales.

## Trabajos
- Constructing frames of reference:an analytical method for archaeological theory building using hunter-gatherer and environmental data sets Berkeley: University of California Press, (2001) ISBN 0-520-22393-4

- Debating Archaeology San Diego: Academic Press, (1989) ISBN 0-12-100045-1

- Faunal Remains from Klasies River Mouth (1984) ISBN 0-12-100070-2

- Working at Archaeology (Studies in Archaeology) (1983) ISBN 978-0-12-100060-8

- In Pursuit of the Past: Decoding the Archaeological Record (1983) ISBN 0-520-23339-5

- Bones, Ancient Men and Modern Myths (1981) ISBN 0-12-100035-4

- Nunamiut Ethnoarchaeology (1978) ISBN 0-12-100040-0

- An archaeological perspective New York: Seminar Press, (1972) ISBN 0-12-807750-6

- New Perspectives in Archaeology (1968), con Sally Binford ISBN 0-202-33022-2

- Archaeological and Ethnohistoric Investigations of Cultural Diversity and Progressive Development among Aboriginal Cultures of Coastal Virginia and North Carolina. Ph.D. dissertation, Department of Anthropology, University of Michigan, University Microfilms, Ann Arbor. (1964)

- Archaeology as Anthropology (1962)